# روز درویش در ایران

در پی تخریب مقبره درویش ناصر علی (اسدالله ایزدگشسب) در تخت فولاد اصفهان عده‌ای از دراویش در روز سوم اسفند ۱۳۸۷ مقابل ساختمان مجلس شورای اسلامی تحصن کردند، در این تحصن ۶۰ نفر توسط نیروهای امنیتی دستگیر شدند.
نورعلی تابنده به همین مناسبت این روز را به نام روز درویش نامگذاری کرد.

## تخریب مقبره ایزدگشسب
در پی انتشار اطلاعیه‌ای در نماز جمعه اصفهان علیه دراویش گنابادی، صبح روز چهارشنبه ۳۰ بهمن ۱۳۸۷ مقبره درویش ناصر علی (اسدالله ایزدگشسب) در آرامگاه تخت فولاد اصفهان، مورد حمله قرار گرفت و با بولدوزر بطور کامل تخریب و اموال آن غارت شد.
حمله کنندگان در حدود ۱۷۰ نفر و از نیروهای وزارت اطلاعات، شهرداری اصفهان و گروه‌های فشار بودند.
بنای تخریب شده از آثار ملی ثبت شده بود که از سال ۱۳۸۰ برای برگزاری مراسم دراویش مورد استفاده قرار می‌گرفت.

## اعلام روز درویش
روز سوم اسفند ماه به دلیل تحصن دراویش گنابادی در سوم اسفند سال ۱۳۸۷ مقابل مجلس شورای اسلامی در میدان بهارستان تهران، برای اعتراض به تخریب محل اجتماعشان در اصفهان (و آرامگاه درویش ناصرعلی)، و بازداشت تعدادی از آن‌ها توسط نیروهای انتظامی، از سوی نورعلی تابنده به عنوان روز درویش نامگذاری شده‌است.

## سوابق سرکوب دراویش در ایران
در نظام جمهوری اسلامی پیش از این هم در حملات دیگری حسینیه‌ها و اماکن مذهبی دراویش در قم، بروجرد، اصفهان و چرمهین یکی از توابع این استان
که محل برگزاری مراسم مذهبی دراویش بود را نیز تخریب کرده بودند. هر سال عده کثیری از دراویش نیز دستگیر، زندانی و از تحصیل منع شدند. این برخوردها محدود به دولت خاصی نبوده و تا دوران ریاست جمهوری یازدهم و دوازدهم امتداد یافت که دستکم ۳۰ نفر از مدیران و خبرنگاران مجذوبان نور بازداشت و زندانی شدند. درگیری‌های بهمن و اسفند سال ۹۶ در گلستان هفتم پاسداران با نیروهای حکومتی، موید سرکوب شدید و مداوم از سمت نظام جمهوری اسلامی است.
حسینیه دراویش در اصفهان چهارمین مکان مذهبی تخریب شده دراویش در ایران بود و مقبره درویش ناصر علی از آثار ثبت شده ملی محسوب می‌گردید.
سرکوب دراویش گنابادی و تخریب حسینیه‌ها و خانقاه‌های آنان در دهه هشتاد به شدت افزایش یافت و نیروهای سپاه، بسیج، لباس شخصی‌های موسوم به گروه فشار و سایر سازمان‌های دولتی بدون هیچگونه توجه به قانون اساسی خود و منعی از سوی سران حکومت به این سرکوب‌ها ادامه دادند و تنها محافل و منادیان حقوق بشر و سازمان‌های مربوطه در خارج از کشور گاه با محکوم نمودن اعمال غیرقانونی حکومت ایران در برخورد با مذاهب و تفتیش عقاید از حکومت ایران کاهش فشار و سرکوب را خواستار هستند.